# Argumentació circular
L'argumentació circular o fal·làcia del raonament circular, o de l'ús implícit de la conclusió com a premissa. És un tipus de simplificació en la qual l'argument assumeix el que s'està intentant demostrar.
Exemple: 
- Premissa 1: La Bíblia és veritat perquè Déu la va escriure.
- Premissa 2: La Bíblia diu que Déu existeix.
- Conclusió: Per tant, Déu existeix.